# Lexington, Virginia
Lexington är en stad i den amerikanska delstaten Virginia med en yta av 6,5 km² och en folkmängd, som uppgår till  6 867 invånare (2000). Lexington är säte för Washington and Lee University och Virginia Military Institute. Lexington är countyfritt (independent city) på samma sätt som alla andra städer av typen city i Virginia men är trots detta administrativ huvudort i Rockbridge County. Countyts förvaltning finns alltså i staden även om Lexington utgör en självständig administrativ enhet.
Sam Houston, som var president i Republiken Texas, föddes i bergen norr om staden Lexington i Rockbridge County.